# Comunità montana Medio Basento
La comunità montana Medio Basento è una delle quattordici comunità montane della Basilicata e comprende quattro comuni della provincia di Matera.

## Territorio
Ha sede a Tricarico e copre un totale di 4 comuni: Calciano, Garaguso, Oliveto Lucano e Tricarico; il numero di residenti è di 7 785 abitanti.

### Comuni
Ne fanno parte i comuni di:
| Rank   | Comune         | Superficie (km²) | Abitanti | Densità (ab./km²)    | Altitudine (m s.l.m.) | Frazioni                                              |
| ------ | -------------- | ---------------- | -------- | -------------------- | --------------------- | ----------------------------------------------------- |
| 1      | Calciano       | 49,69            | 774      | 15,58                | 425                   | Parata                                                |
| 2      | Garaguso       | 38,61            | 1.108    | 28,70                | 492                   | Parata                                                |
| 3      | Oliveto Lucano | 31,19            | 479      | 15,36                | 546                   | Mortella, Rotondella Due, Trisaia                     |
| 4      | Tricarico      | 178,16           | 5.424    | 30,44                | 698                   | Calle, Serra del Ponte, Siggiano, Tre cancelli, Fonti |
| Totali |                | 297,65           | 7.785    | 22,52 (valore medio) | 540,25 (valore medio) |                                                       |

I dati sono aggiornati al 01/01/2016